# Interglace
Interglace est une émission de télévision française diffusée sur TF1. C'est la version hivernale d'Intervilles. Ce divertissement a été diffusé durant trois hivers (1987, 1989 et 1995).

## Historique
Quelques exemples des villes ayant participé aux 3 éditions :
- 1987: Gap; Grenoble; Morzine; Villard-de-Lans.
- 1989: Embrun-les-Orres; Barèges; Orcières-Merlette; Puy-Saint-Vincent, Grenoble.
- 1995: Ax-les-Thermes; Font-Romeu; Les Menuires; Pralognan-la-Vanoise.

Selon le quotidien Le Dauphiné, une nouvelle version hivernale d’Intervilles s'est tournée en décembre 2011 à Montgenèvre (Hautes-Alpes), sans être diffusée à la télévision. Elle portait le nom de Seigneur des montagnes.

## Présentateurs
- 1987: Léon Zitrone et Guy Lux
- 1989: Léon Zitrone et Guy Lux
- 1995: Jean-Pierre Foucault, Fabrice et Olivier Chiabodo